# بزرگراه شهید چمران (اصفهان)
بزرگراه شهید چمران بزرگراهی در شمال شرقی اصفهان است. این بزرگراه شرقی-غربی است.